# Інцкірвелі Леван Григорович
Леван Григорович Інцкірвелі (рос. Леван Григорьевич Инцкирвели, 1 червня 1927, Тбілісі) — грузинський радянський баскетболіст і тренер. Усю кар'єру провів у «Динамо» (Тбілісі). Триразовий переможець (1950, 1953, 1954), триразовий срібний і дворазовий бронзовий призер чемпіонату Радянського Союзу. Триразовий володар Кубка СРСР (1949, 1950, 1951). Срібний призер II Спартакіади народів СРСР (1959) у складі збірної Грузинської РСР. Володар Кубка європейських чемпіонів 1962.
Заслужений майстер спорту СРСР (1963), заслужений тренер Грузинської РСР (1969).
Закінчив Тбіліський державний університет.
Після завершення ігрової кар'єри був тренером-гравцем, а згодом — старшим тренером «Динамо» (Тбілісі). Здобув чемпіонство (1968) і Кубок СРСР (1969).
З 1970 року й до виходу на пенсію — старший тренер ДЮСШ «Юний динамівець» (Тбілісі). Під його керівництвом команда виграла чемпіонат Радянського Союзу 1973 р. серед юнаків.